# فرودگاه سانتا جنووا
فرودگاه سانتا جنووا (به انگلیسی: Santa Genoveva Airport) (به زبان بومی: Aeroporto Santa Genoveva/Goiânia) یک فرودگاه همگانی مسافربری با کد یاتا GYN است که یک باند فرود آسفالت دارد و طول باند آن ۲۵۰۱ متر است. این فرودگاه در شهر گوئیانیا کشور برزیل قرار دارد و در ارتفاع ۷۴۷ متری از سطح دریا واقع شده است.

## شرکت‌های هواپیمایی و مقصدهای پروازی
| شرکت‌های هواپیمایی     | مقصدهای پروازی |
| --------------------- | --- |
| اویانکا برزیل         | برازیلیا، سائو پائولو گوارولوس                                                                                       |
| آزول برزیلین ایرلاینز | بارا دو گارساس، تانکردو نوس، ویراکوپوس-کامپیناس، مارشال روندو، پالماس، سانتوس دومنت، سائو پائولو گوارولوس، اوبرلانجه |
| گول ایر ترنسپورت      | تانکردو نوس، برازیلیا، ریو دوژانیرو گالیائو، کونگونیاس-سائو پائولو، سائو پائولو گوارولوس                             |
| تام ایرلاینز          | برازیلیا، کونگونیاس-سائو پائولو، سائو پائولو گوارولوس                                                                |
| پاساردو لینهاس آئرئاس | مارشال روندو، پالماس، لایت لوپژ                                                                                      |